# 观洞水库
观洞水库是中国广东省惠州市仲恺高新技术开发区境内的一座水库，位于东江水系，建于1958年。水库正常库容为3022万立方米，平均水深为6.48米，集雨面积为41.6平方千米。